# 24 جمادى الأولى
- السبت
- الأحد
- الاثنين
- الثلاثاء
- الأربعاء
- الخميس
- الجمعة

- 302 نوفمبر 2024
- 13 نوفمبر 2024
- 24 نوفمبر 2024
- 35 نوفمبر 2024
- 46 نوفمبر 2024
- 57 نوفمبر 2024
- 68 نوفمبر 2024
- 79 نوفمبر 2024
- 810 نوفمبر 2024
- 911 نوفمبر 2024
- 1012 نوفمبر 2024
- 1113 نوفمبر 2024
- 1214 نوفمبر 2024
- 1315 نوفمبر 2024
- 1416 نوفمبر 2024
- 1517 نوفمبر 2024
- 1618 نوفمبر 2024
- 1719 نوفمبر 2024
- 1820 نوفمبر 2024
- 1921 نوفمبر 2024
- 2022 نوفمبر 2024
- 2123 نوفمبر 2024
- 2224 نوفمبر 2024
- 2325 نوفمبر 2024
- 2426 نوفمبر 2024
- 2527 نوفمبر 2024
- 2628 نوفمبر 2024
- 2729 نوفمبر 2024
- 2830 نوفمبر 2024
- 291 ديسمبر 2024
- 12 ديسمبر 2024
- 23 ديسمبر 2024
- 34 ديسمبر 2024
- 45 ديسمبر 2024
- 56 ديسمبر 2024

24 جُمادى الأولى أو 24 جُمادی‌ الاَوَّل أو يوم 24 \ 5 (اليوم الرابع والعشرون من الشهر الخامس) هو اليوم الثاني والأربعون بعد المائة (142) من أيَّام السنة (أو الثالث والأربعون بعد المائة لو كان شهر ربيع الآخر مُتممًا لليوم الثلاثين أو الرابع والأربعون بعد المائة لو أتم كلاً من صفر وربيع الآخر ثلاثين يوماً) وفق التقويم الهجري القمري (العربي). يبقى بعده 212 أو 213 يومًا لانتهاء السنة.

## أحداث
- 359 هـ - بدأ العمل في إنشاء الجامع الأزهر تحت رعاية جوهر الصقلي ليكون بذلك أول عمل معماري يقيمه الفاطميون في مصر.
- 512 هـ - حصار الصليبيين لمدينة صور وهزيمة الفاطميين والسلاجقة أمام الصليبيين واستيلاء الفرنج على المدينة.
- 1125 هـ - توقيع معاهدة بين الدولة العثمانية والإمبراطورية الروسية، تنازلت بمقتضاها روسيا عما لها من الأراضي على البحر الأسود، وفي مقابل ذلك أبطل ما كانت تدفعه سنويًا إلى أمراء القرم بصفة جزية حتى لا يتعدوا على قوافلها التجارية.
- 1289 هـ - إنشاء مدرسة دار العلوم على يد المصلح الكبير علي باشا مبارك، وقد قام هذا المعهد العتيد ولا يزال يقوم بدور فعال في حماية الثقافة العربية وتخريج صفوة المفكرين والأدباء والمعلمين.
- 1349 هـ - صدور القانون رقم 49 بشأن إصلاح الأزهر، وبمقتضاه انتظمت الدراسة في الأزهر على نحو جديد، وظهرت الكليات الثلاث المعروفة: الشريعة وأصول الدين واللغة العربية لأول مرة، وكانت خطوة مهمة لظهور الجامعة الأزهرية.
- 1365 هـ - وزراء خارجية الدول الكبرى يجتمعون في باريس لدراسة الوصاية على ليبيا.
- 1368 هـ - لبنان وإسرائيل تتفقان على هدنة عسكرية.
- 1381 هـ - الشيخ عيسى بن سلمان آل خليفة يتولى حكم البحرين خلفًا لوالده الشيخ سلمان بن حمد آل خليفة.
- 1387 هـ - عقد مؤتمر القمة العربية الرابع في الخرطوم وذلك بعد حرب الأيام الستة، وفد أسميت القمة بقمة اللاءات الثلاثة.
- 1400 هـ - الحكومة العراقية أعدمت المفكر الإسلامي محمد باقر الصدر وأخته آمنة الصدر.
- 1404 هـ - الولايات المتحدة تكمل انسحاب آخر جنودها من العاصمة اللبنانية بيروت.
- 1425 هـ - تأسيس «الاتحاد العالمي لعلماء المسلمين» على يد علماء ومفكرين مسلمين في مؤتمر عقد في العاصمة البريطانية لندن. ويهدف الاتحاد إلى تشكيل مرجعية دينية للمسلمين فقهيا وثقافيا في جميع أنحاء العالم، وترأسه الداعية الدكتور يوسف القرضاوي.
- 1428 هـ - حدوث فيضانات في كوالالمبور استمرت 4 ساعات بعد أن فاضت مياه نهري غومباك وكلانغ.
- 1438 هـ - الإعلان رسميا عن مجاعة في أجزاء من جنوب السودان، وأن نحو نصف السكان في البلاد سيواجهون نقصا كبيرا في الغذاء بعد حوالي خمسة أشهر تقريبا.
- 1446 هـ - الإعلان عن اتفاق وقف لإطلاق النار بين حزب الله وإسرائيل بعد أربعة عشر شهرًا من القتال.

## مواليد
- 1327 هـ - علي الطنطاوي، عالم مسلم سوري.
- 1338 هـ - شفيق بلبع، سياسي وصيدلي مصري.
- 1357 هـ - عبد الفتاح قلعه جي، كاتب مسرحي وقصصي وشاعر سوري.
- 1359 هـ - فريدة فهمي، ممثلة ومغنية مصرية.
- 1365 هـ - علي بدرخان، مخرج مصري.
- 1397 هـ -
  - نور، ممثلة لبنانية.
  - ريا أبي راشد، إعلامية لبنانية.
- 1405 هـ - كريمة أدبيب، ممثلة إنجليزية من أصل مغربي.

## وفيات
- 635 هـ - محمد بن يوسف بن هود المتوكل، صاحب مرسية بالأندلس.
- 824 هـ - محمد الأول، السلطان العثماني الخامس.
- 1337 هـ - حفني ناصف، أحد أركان النهضة الأدبية في مصر.
- 1373 هـ - محمد علي قسام، خطيب ديني وشاعر عراقي.
- 1381 هـ - سلمان بن حمد آل خليفة، حاكم البحرين.
- 1398 هـ - آرام خاتشاتوريان، موسيقي أرمني.
- 1400 هـ -
  - محمد باقر الصدر، مرجع شيعي عراقي.
  - آمنة الصدر، شقيقة محمد باقر الصدر.
- 1433 هـ - سمير سعيد، حارس مرمى كرة قدم كويتي.

## وصلات خارجية
- موقع قصة الإسلام: حدث في شهر جُمادى الأولى.